# Fosfonska kiselina
Fosfonske kiseline su vrsta oksokiseline 
u kojima su jedan kisik dvostrukom kovalentnom vezom i dvije hidroksilne skupine jednostrukim kovalentnim vezama vezani na nesupstituirani ili supstituirani fosforov atom.
Po redoslijedu opadajućeg prioriteta pri odabiru i imenovanju glavne karakteristične skupine, esteri su sedmi po redu razredni spojevi (slijedom COOH i C(O)O2H; zatim njihovi S- i Se-derivati, pa redom sulfonske, sulfinske, selenonske itd., fosfonske, arsonske itd. kiseline).
Fosfonska kiselina nastaje reakcijom fosforova(III) jodida i vode
PI3 + 3 H2O → H2PHO3 + 3 HI